# Anne Perry-Bouquet
Pour les articles homonymes, voir Perry et Bouquet.
Ne doit pas être confondu avec Anne Perry.
Œuvres principales
- Un petit cheval et une voiture (roman autobiographique, 1966)
- Les Landaus de la Mère Aza (roman, 1989)

Anne Perry-Bouquet, nom de plume de Marie-Louise Saltel, née le 17 avril 1926 à Varangéville et morte le 3 septembre 2018 à Lunéville,, est un professeur de lettres  et écrivain français auteur de romans, nouvelles, pièces de théâtre et fictions radiophoniques.

## Biographie
Née en 1926 dans une famille de cinq enfants, issue d'un milieu ouvrier (son père travaille à l'usine Solvay de Dombasle-sur-Meurthe et sa mère est femme au foyer), Anne Perry-Bouquet, à la fin de sa scolarité primaire obligatoire, s'oppose à ses parents qui veulent l'envoyer à l'ouvroir des sœurs, apprendre les soins du ménage en attendant qu'elle se marie. Elle finit par obtenir ce qu'elle veut : entrer au cours complémentaire pour suivre des études et devenir professeur. Parvenue à son but, elle raconte cette période de son enfance dans un premier roman, autobiographique, Un petit cheval et une voiture, publié chez Gallimard en 1966 et qui obtient le Prix Charles Veillon.
Son second ouvrage est une pièce de théâtre, Saint Nicolas, mon bon patron qui est créée en août 1973 au festival d'Avignon par Pierre-Étienne Heymann. Elle met en scène une fillette d'une dizaine d'années, Jeanne, et les personnes qui composent son monde, dans des situations réelles ou imaginaires et mises en scène par l'enfant elle-même, par le truchement de personnages qu'elle découpe dans des catalogues,. La pièce a fait l'objet d'une télédiffusion en août 1975.
Tout en poursuivant sa carrière de professeur de lettres à Lunéville, Anne Perry-Bouquet obtient une licence de philosophie et continue d'écrire en multipliant les genres : romans, pièces de théâtre, fictions radiophoniques, nouvelles et scénario d'un téléfilm. 
Retraitée en 1986, Anne Perry-Bouquet écrit toujours, en plus de s'adonner à la peinture qui est son violon d'Ingres.
Le prix Erckmann-Chatrian lui est décerné en 1989 pour son roman Les Landaus de la Mère Aza.

## Œuvres

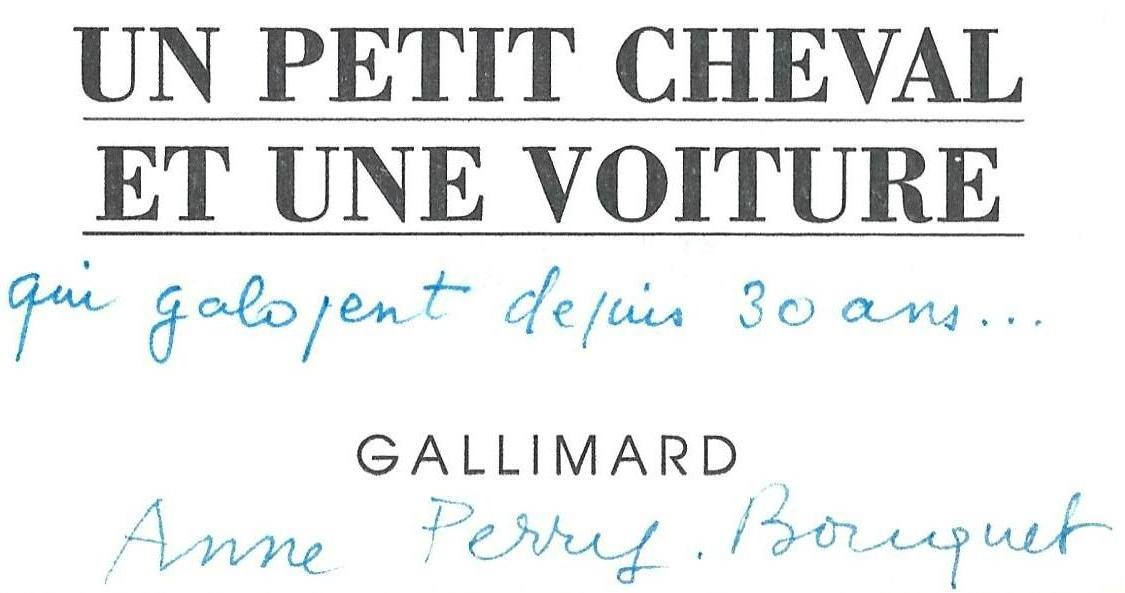
Dédicace d'Anne Perry-Bouquet sur son premier roman (réédition de 1996)

- Un petit cheval et une voiture, roman autobiographique, Prix Charles Veillon 1967, sélectionné pour le prix Goncourt, 1966, Éditions Gallimard, réédité en 1996 ;
- Saint Nicolas, mon bon patron, théâtre, créée en 1973 au festival d'Avignon par Pierre-Étienne Heymann, Éditions Stock ;
- L'Autruche et la Salomé, théâtre, créée en 1975 par Pierre-Étienne Heymann (théâtre de la Planchette) ;
- Le Mariage de Poucet, théâtre, novembre 1980, l'Avant-Scène ;
- Le Moulin à musique, théâtre, novembre 1980, l'Avant-Scène ;
- Voilà un baiser, roman épistolaire (sous la forme d'un journal écrit alternativement par deux adolescents amoureux dont la plupart des missives se terminent par les mots « Voilà un baiser ».), mars 1981, Éditions du Seuil ;
- La Rangée des bourriques, roman, sélectionné pour le prix Goncourt, février 1988, Gallimard ;
- Les Landaus de la Mère Aza, roman, Prix Erckmann-Chatrian, 1989, Gallimard ;
- Des gens comme vous et moi, roman, août 1990, Mercure de France ;
- La Foire aux parents, recueil de nouvelles, janvier 1997, Gallimard ;
- Sottises que tout cela, recueil de nouvelles, juin 2007, Les 400 coups ;
- Les Sirènes, recueil de nouvelles, septembre 2008, Les 400 coups ;
- Écho et Narcisse, (illustrations Marion Arbona), octobre 2010, Les 400 coups ;
- Sur l'île de la Grande Jatte, roman, inspiré par le tableau de Georges Seurat Un dimanche après-midi à l'Île de la Grande Jatte, janvier 2011, Oskar Éditions ;
- L'Ogre aux dents de lait, recueil de nouvelles, septembre 2011, Gérard Louis éditeur
- La Cage des mots, recueil de nouvelles, juin 2013, Gérard Louis éditeur.